# ウィズレー王立園芸協会植物園
ウィズレー王立園芸協会植物園(Royal Horticultural Society's garden at Wisley)はイギリスのサリーのウィズレー（ウィズリー：Wisley）にある植物園である。王立園芸協会が運営する4つの植物園（他にHarlow Carr、Hyde Hall、Rosemoorにある）の1つで2010年1月までに年間約96万人の入場者を迎え、イギリスではキューガーデンについで、多くの入園者のある植物園である。

## 歴史
実業家で王立園芸協会の会員であったジョージ・ファーガソン・ウィルソン（George Ferguson Wilson）が1878年に24ヘクタールの土地を買い、養樹園、"Oakwood Experimental Garden"を造り、栽培の難しい鑑賞植物を栽培したことに始まる。ウィルソンは日本原産のアヤメなどの花卉なども栽培した。1902年にウィルソンが没した後、中国で財をなして、イタリアのモルトラに庭園をつくったトーマス・ハンブリー卿が隣接する農場とともにウイルソンの土地を購入し、翌年、王立園芸協会に寄付した。王立園芸協会がそれまで使っていた、チズウィックの庭園や、1870年頃財政上の問題で売却したケンジントンの養樹園の代わりの施設として整備された。
リンゴやナシ、プラムなどのさまざまな果樹の植えられた6.5ヘクタールの樹木園があり、1904年に最初の温室が作られ、1910年に造園業者、James Pulham and Sonによって、(高山植物を育てるための）ロックガーデンが築かれた 。1960年代に造園家のラニング・ローパー（Lanning Roper）とジェフリー・ジェリコー(Geoffrey Jellicoe)によって水路が作られ、スイレンの大規模なコレクションが作られている。2006年から新たな温室が作られ、池が作られた。造園家のトム・ステュアート＝スミス(Tom Stuart-Smith)が関与した。

## 植物園の画像

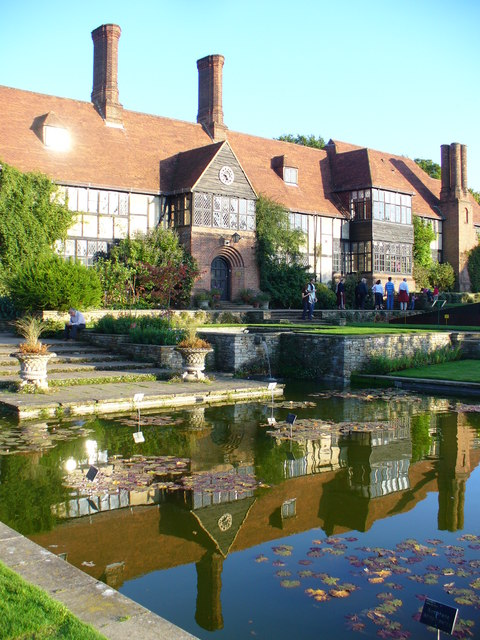
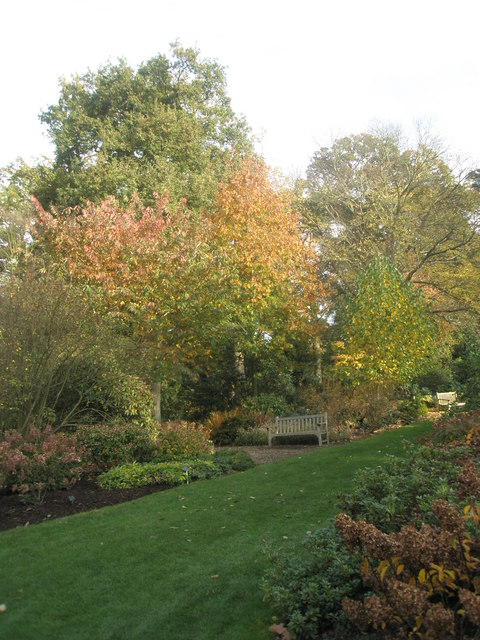
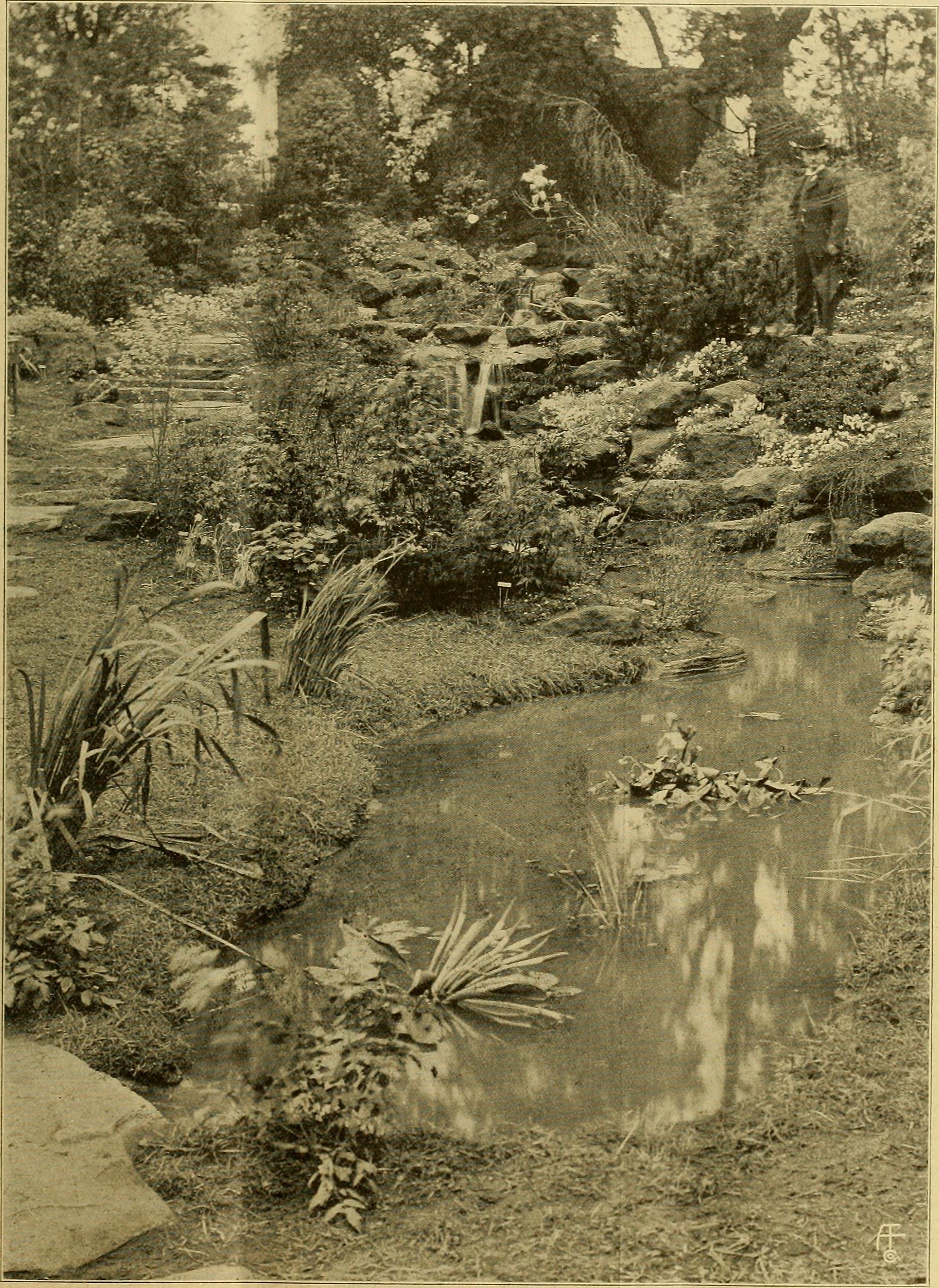
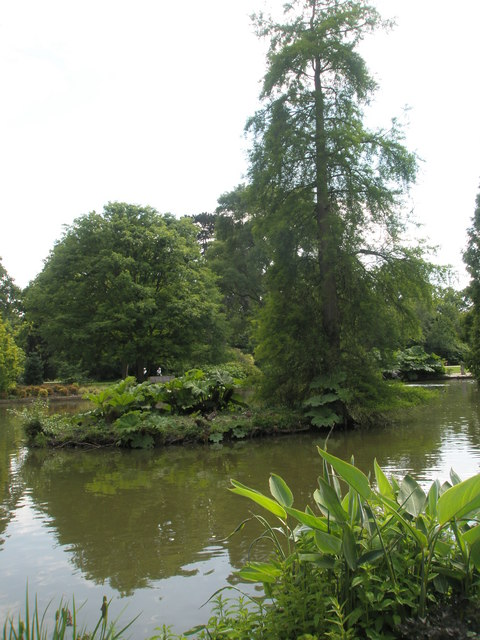
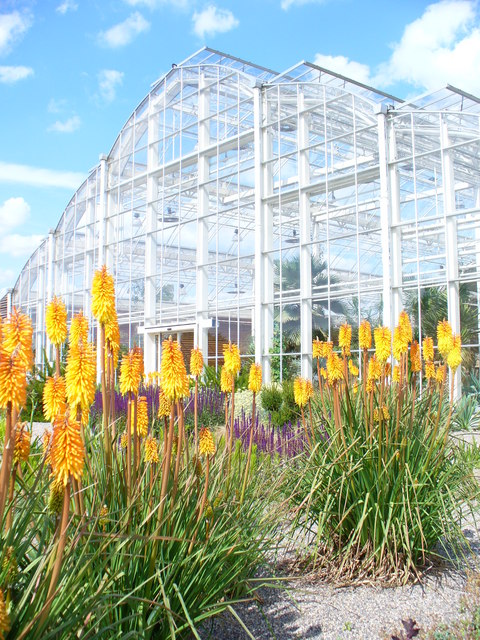